# Grotte Celoni
Grotte Celoni – stacja na linii C metra rzymskiego. Pierwotnie stacja była część linii kolejowej Rzym-Fiuggi-Frosinone, która po zamknięciu ostatniego odcinka została znacznie przebudowana.
Stacja znajduje się przy Via Casilina, pomiędzy obszarami Torre Angela i Torre Gaia, w pobliżu dużego miejskiego i regionalnego dworca autobusowego.

## Historia
Budowa wystartowała w 2008. Stacja została otwarta 9 listopada 2014 roku.